# Blockparti
Blockparti är en term med ursprung i det av det kalla kriget delade Tyskland, för de legala politiska partier som fanns i Östtyskland vid sidan av det styrande Socialistiska enhetspartiet. I bredare mening användes begreppet också för att beskriva motsvarande nominellt självständiga icke-kommunistiska partier som verkade i övriga östblocket. I praktiken underordnades dessa partier såsom stödpartier de styrande kommunisterna och gav sken av ett fungerande flerpartisystem.
Begreppet blockparti kan jämföras med blockpolitik där olika block står mot varandra medan blockpartier i ovan nämnda bemärkelse tillsammans med det styrande partiet utgör det enda tillåtna politiska blocket. Idag finns liknande partier i bland annat Kina och Nordkorea men även i länder som inte betecknas som statssocialistiska.

## Historia

### Bakgrund
Termen "blockparti" kommer av bildandet av Antifascistisk-demokratiska blocket i den sovjetiska ockupationszonen i Tyskland sommaren 1945. Detta politiska block bildades på sovjetisk order av fyra partier med verksamhet i östra Tyskland. Dessa var Tysklands kommunistiska parti (KPD), Tysklands socialdemokratiska parti (SPD), Kristligt-demokratiska unionen (CDU) och Tysklands liberaldemokratiska parti (LDPD). De tidiga åren kännetecknades av omdaningar inom blocket, främst av sammanslagningen av KPD och SPD till Socialistiska enhetspartiet (SED) som snabbt etablerades som oomtvistat maktparti. De två borgerliga partierna CDU och LDPD tvingades snabbt att anpassa sig till SED:s partilinje. Idén med blockpartier inspirerades av mellankrigstidens folkfrontspolitik där marxistiska partier tillsammans med antifascistiska icke-marxistiska partier skulle ingå i en gemensam samarbetsorganisation för att nå ut till så stor del av samhället som möjligt.

### Funktion i Östtyskland
När DDR grundades år 1949 fick blockpartierna inte enbart syftet att upprätthålla ett nominellt flerpartisystem, utan också underlätta folkförankringen för de styrande kommunisterna. Varje blockparti skulle med basis i sitt idépolitiska program rikta in sig på en viss del av befolkningen som av någon anledning bedömdes vara svår att nå för det kommunistiska SED. Så försökte Tysklands demokratiska bondeparti att samla röster från lantbrukarna medan östtyska CDU riktade in sig på de religiösa medborgarna. I realiteten var möjligheten för blockpartierna att föra en egen politik helt underminerad av det rådande politiska systemet och de tvingades finna sig i att det var inom Socialistiska enhetspartiets politbyrå som alla viktiga beslut fattades.
Blockpartierna åtnjöt representation i de flesta statsorgan i Östtyskland, inklusive regeringen, och sände regelbundet egna ledamöter till Folkkammaren efter parlamentsval. De tyngsta ministerposterna erhöll dock alltid SED-medlemmar och antalet ledamöter i parlamentet bestämdes i praktiken i förväg genom att alla blockpartier ställde upp med kandidater i samma valallians (Nationella fronten) som det styrande SED och det inte gick att kandidera på en egen partilista. Till skillnad från SED tilläts inte blockpartierna bedriva politisk verksamhet i näringslivet eller militären, och de viktigaste massorganisationerna i civilsamhället såsom ungdomsorganisationen Freie Deutsche Jugend och den fackliga centralorganisationen FDGB dominerades av kommunisterna.

### Fotnoter
1. 1 2  Bundeszentrale für politische Bildung: Das Politiklexikon besökt 26 okt 2014
2. ↑  Hermann Weber: Die DDR 1945–1990, Oldenbourg, München 1993, s. 33.